# Het Noordbrabants Museum

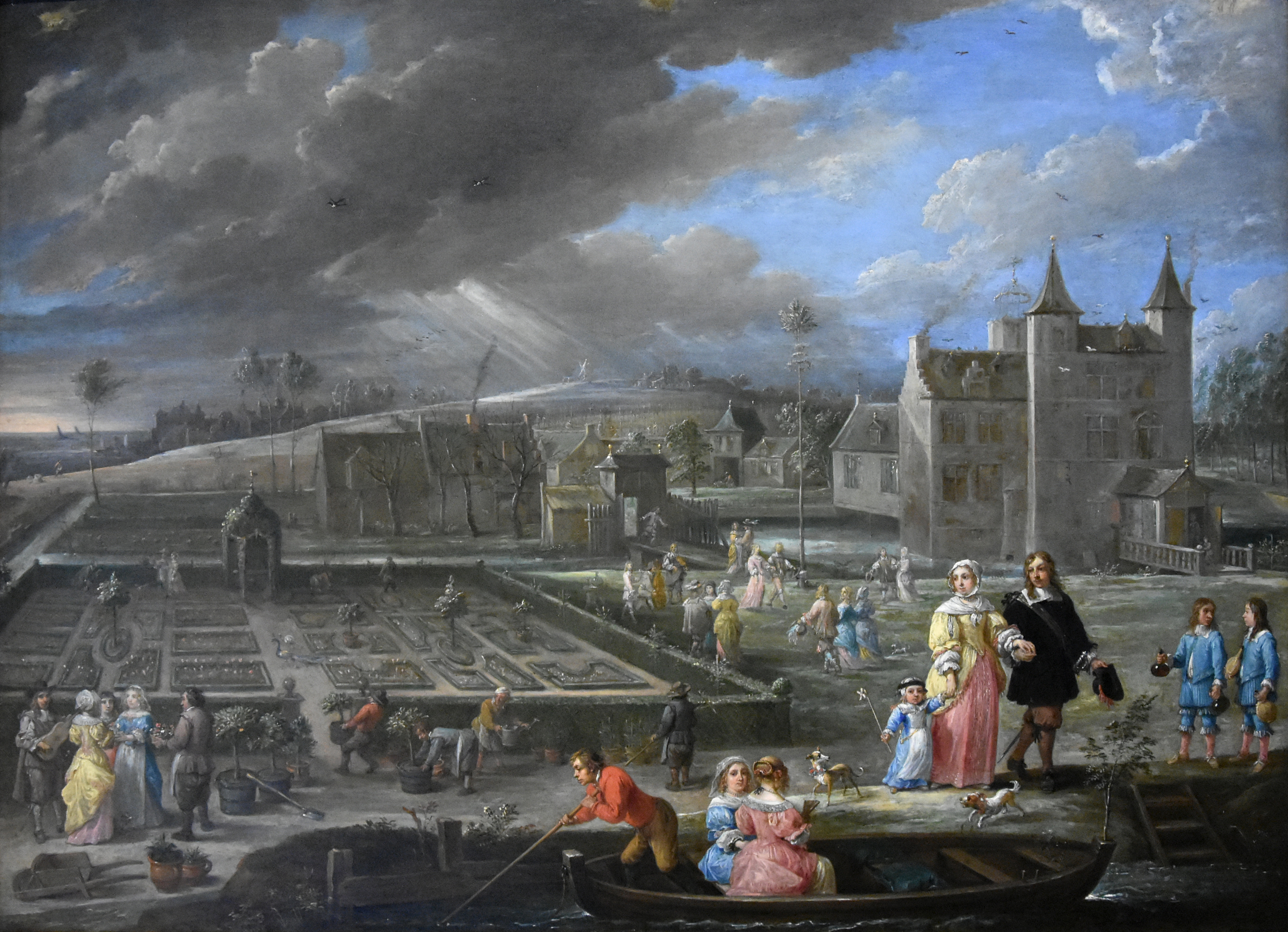
De vier jaargetijden: lente van David Teniers II (bruikleen RCE)

Het Noordbrabants Museum is een museum voor de kunst, cultuur en geschiedenis van Noord-Brabant. Het is gevestigd in het voormalige Gouvernementspaleis in de binnenstad van de Noord-Brabantse hoofdstad 's-Hertogenbosch, aan de Verwersstraat. De collectie omvat zowel kunst als een historische verzameling. Naast de vast geëxposeerde collectie zijn er steeds wisseltentoonstellingen in de tuingalerij en in de zijvleugel van het museum.

## Geschiedenis
Het Provinciaal Genootschap van Kunsten en Wetenschappen in Noord-Brabant werd opgericht in 1837. Enkele oprichters waren de Gouverneur van de provincie baron A.J.L.Van den Bogaerde van Terbrugge, wiens portret in de gang van het museum hangt, dr. Cornelis R. Hermans, rector van de Latijnse scholen in 's-Hertogenbosch en de boekdrukker en -handelaar Hendrik Palier. De gemeente stelde in 1860 aan het Provinciaal Genootschap de bovenverdieping van de Boterhal op de Pensmarkt ter beschikking. In 1925 verhuisde het Genootschap naar de verbouwde Sint Jacobskerk in de Bethaniëstraat, waar ook het Centraal Museum, de voorloper van Het Noordbrabants Museum, vorm kreeg. In 1975 werden de kantoren van het Genootschap, de bibliotheek en het prentenkabinet elders in 's-Hertogenbosch ondergebracht, waarna de bibliotheekcollectie in 1988 verkocht werd aan de Universiteit van Tilburg. In 1981 kreeg het museum de status van een stichting en vanaf 1983 tot 1987 verhuisde het naar het Gouvernementspaleis aan de Verwersstraat. Een aantal jaren was de officiële naam van het museum: "Noordbrabants Museum".

## Museumgebouw
Het huidige museumgebouw was oorspronkelijk een Jezuïetenklooster. Het stamt uit 1615 en werd In 1767 ten behoeve van het Militair Gouvernement gerenoveerd in Lodewijk XIV-stijl. Vanaf 1984 werd het gerestaureerd en verbouwd voor zijn functie als museum, waarbij het complex werd uitgebreid met twee nieuwbouwvleugels, ontworpen door architect Wim Quist. In 2011 werd het museum tijdelijk gesloten voor een nieuwe restauratie. Het werd met het nieuw ontworpen naastliggende Design Museum Den Bosch (voorheen Stedelijk Museum 's-Hertogenbosch), en de voormalige Provinciale Griffie aan de Waterstraat verbonden tot het Museumkwartier. Dat maakte extra publieksvoorzieningen mogelijk en gaf meer ruimte voor de vaste presentatie en wisselexposities. In 2013 was de nieuwe en omvangrijke herindeling gereed. Het museum heeft een Tuingalerij en een stadstuin met hedendaagse beelden. De authentieke gouvernementele Statenzaal is ingericht als bijzondere ontvangstruimte.

## Collectie

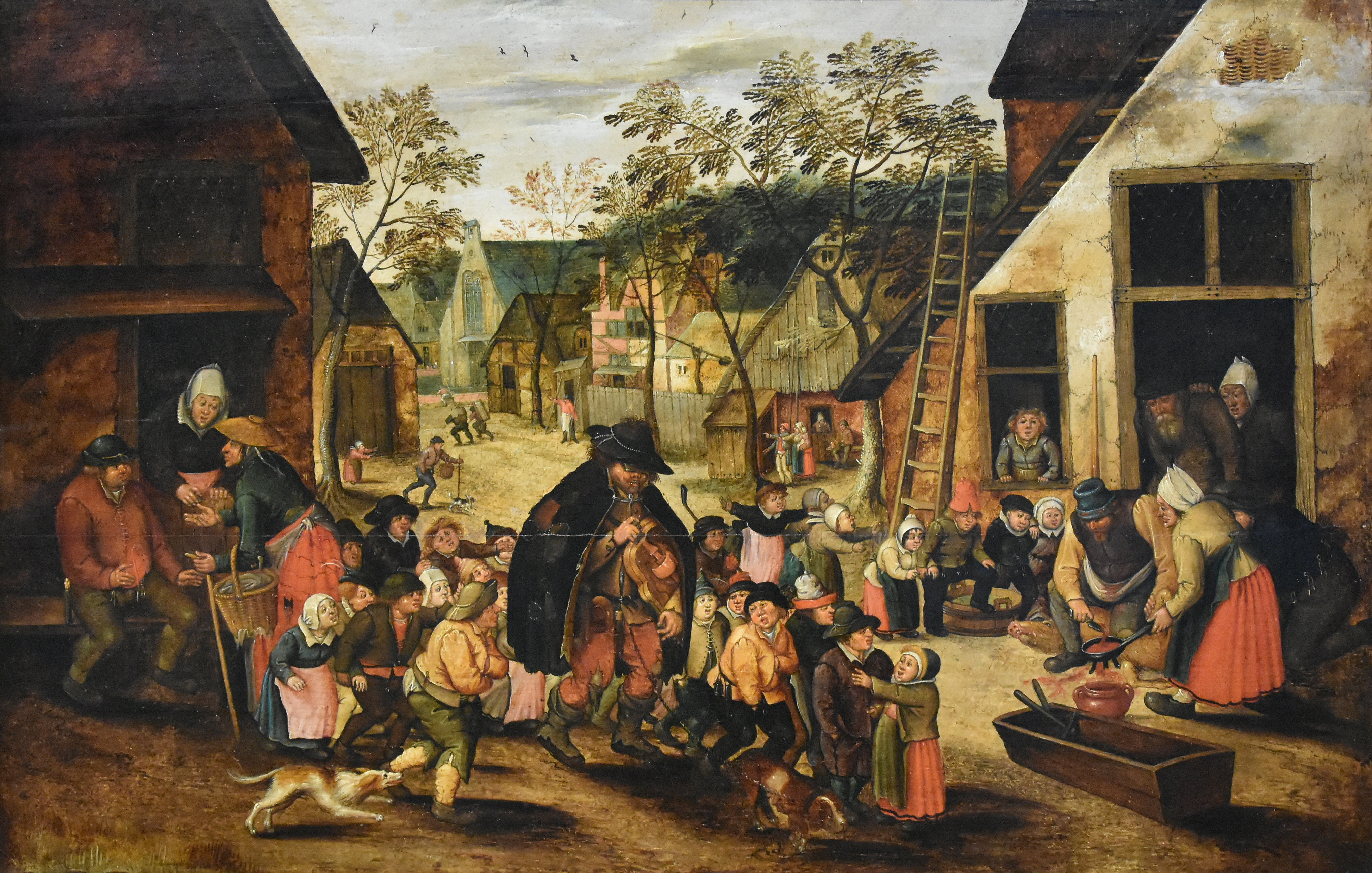
De lierenman in het Noordbrabants Museum

De historische collectie van Het Noordbrabants Museum loopt van de prehistorie tot heden. Op de historische afdeling op de bovenverdieping zijn onder andere schilderijen van Jan Peeters van het interieur van de Sint-Jan (1857) en Het schermersoproer te 's-Hertogenbosch in 1579 van Jan van Diepenbeeck te zien. Verder onder andere laat neolithisch aardewerk, Romeins wijnservies, diverse schilderijen over Noord-Brabant en een historische maquette van 's-Hertogenbosch.
De kunstcollectie bestaat onder andere uit schilderkunst van:
- de late Middeleeuwen, waaronder navolgers van Jheronimus Bosch
- de 16e eeuw, onder anderen Pieter Brueghel de Jonge, Jan Soens, Pieter van Lint en Jacob Gerritsz. Cuyp
- de 17e eeuw, onder andere werken van Theodoor van Thulden
- de 18e eeuw, onder andere werken van Quirinus van Amelsfoort, Gerard van Spaendonck, Cornelis van Spaendonck en Nicolaas Frederik Knip
- de 19e eeuw, onder andere werken van  Vincent van Gogh, Petrus van Schendel en Piet Slager sr.
- de 20e eeuw, onder anderen Jan Sluijters, Theo Kuypers, Pieter Stoop en Herman Moerkerk
- bloemschilderkunst
- zilverwerk
- 18 eeuwse beeldhouwwerken van Walter Pompe en penningkunst van onder anderen Theodoor Victor van Berckel

In de Paleistuin, ook te zien vanuit het museum, staan diverse beeldhouwwerken, onder andere een plastiek van Arie Berkulin, een bronzen beeld van Jan Toon van der Ven en de Steenvrucht van Hanneke Mols-van Gool.

## Jheronimus Bosch
In het museum bevindt zich de presentatie De wereld van Bosch rondom de beroemde middeleeuwse kunstschilder Jheronimus Bosch. Het museum presenteert talloze schilderijen en prenten die onder invloed van Bosch en zijn werk tot stand zijn gekomen. Deze maken zichtbaar hoe de geheimzinnige beeldtaal van Bosch na zijn dood in korte tijd populair werd in de Zuidelijke Nederlanden. Bij gelegenheid van het 500e sterfjaar van Jheronimus Bosch was er begin 2016 een tentoonstelling, waarbij vrijwel alle originele schilderijen te bezichtigen waren. In slechts drie maanden bezochten zo'n 420.000 bezoekers de tentoonstelling. Gezien het succes werden de openingstijden in het tweede deel van de expositieperiode verruimd van acht uur 's ochtends tot een uur 's nachts.

De wereld van Bosch (selectie)
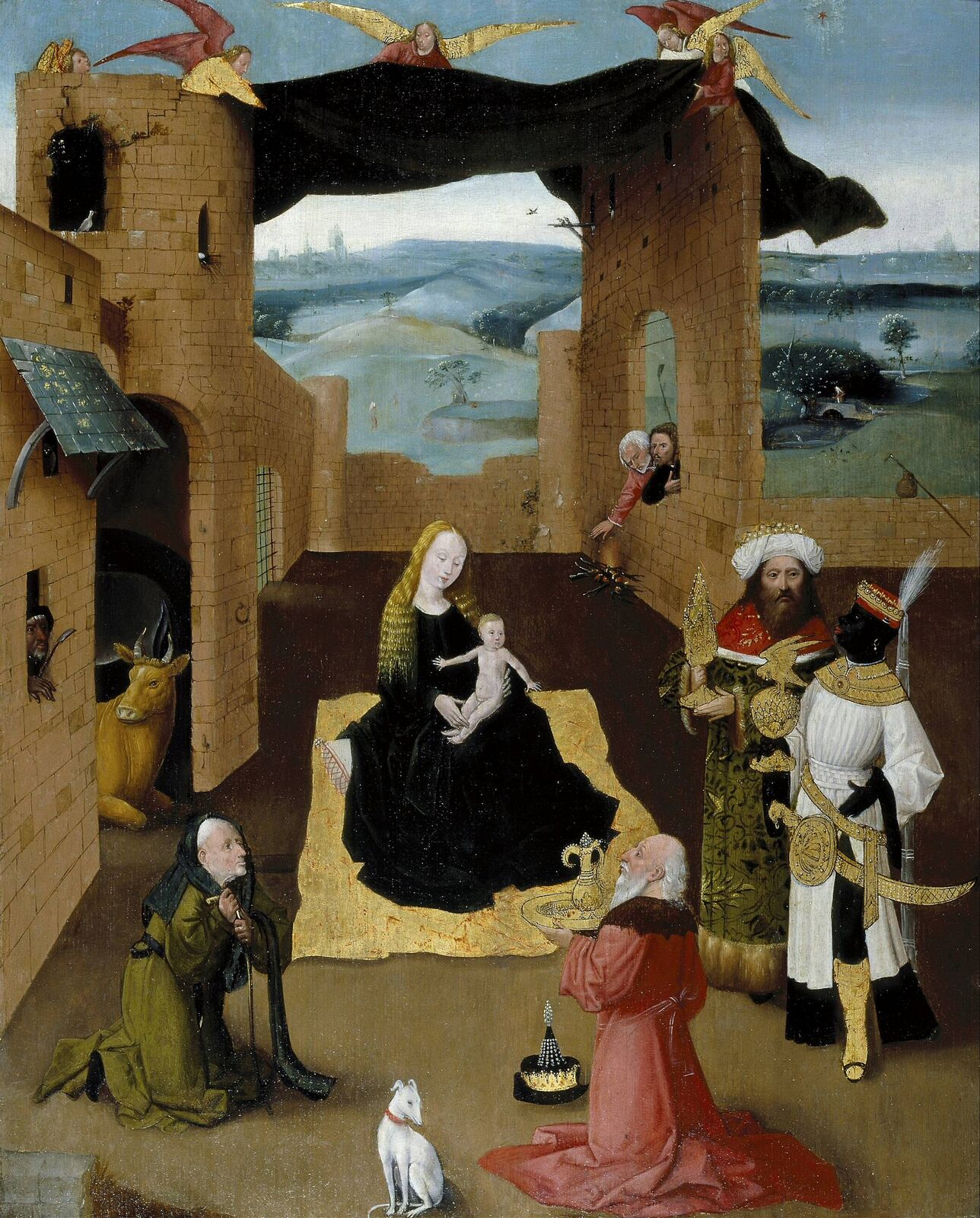
Navolger of naar Jheronimus Bosch. Aanbidding der Koningen. Ca. 1542 of later.
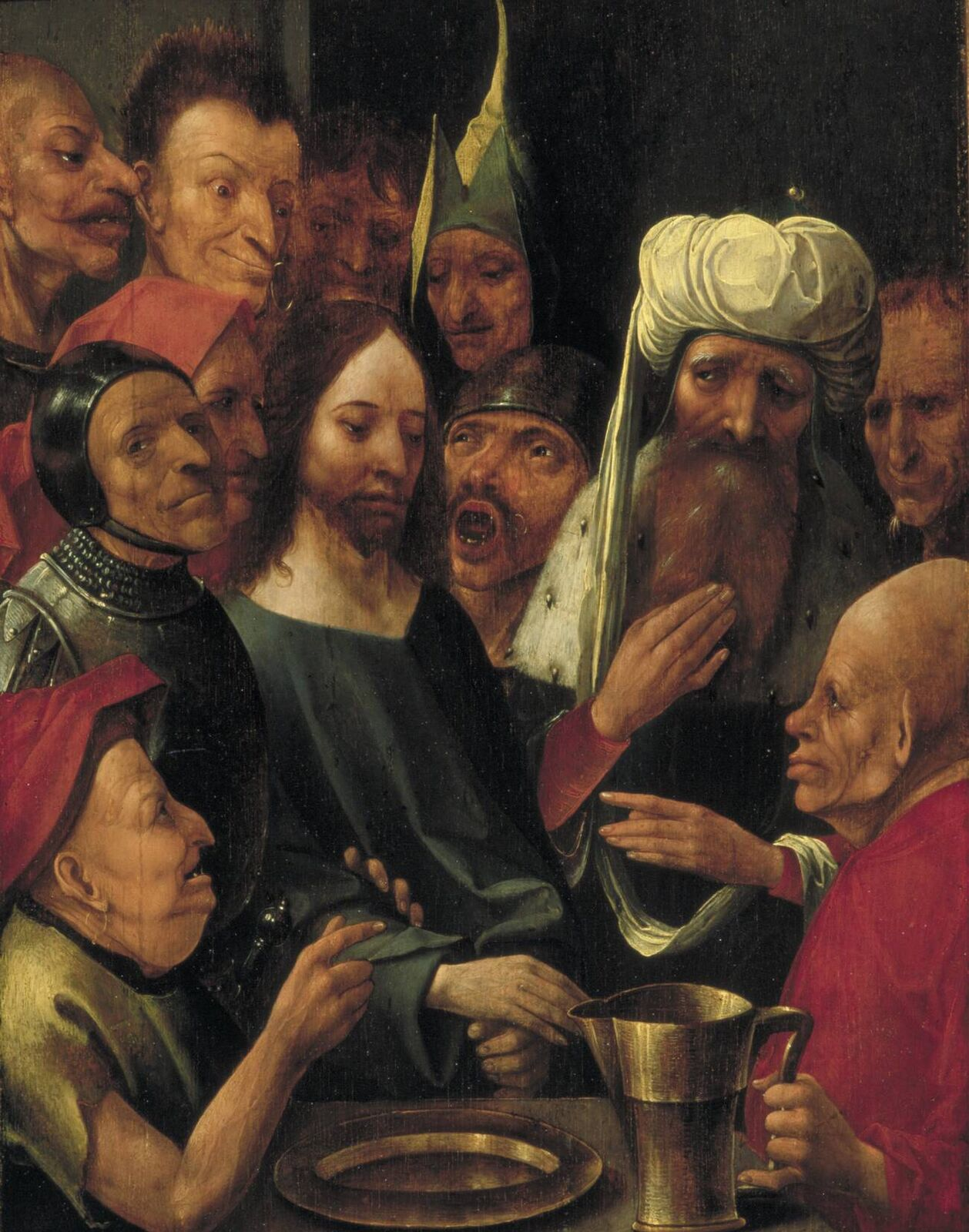
Navolger van Jheronimus Bosch. Christus voor Pilatus. Ca. 1520-1530.
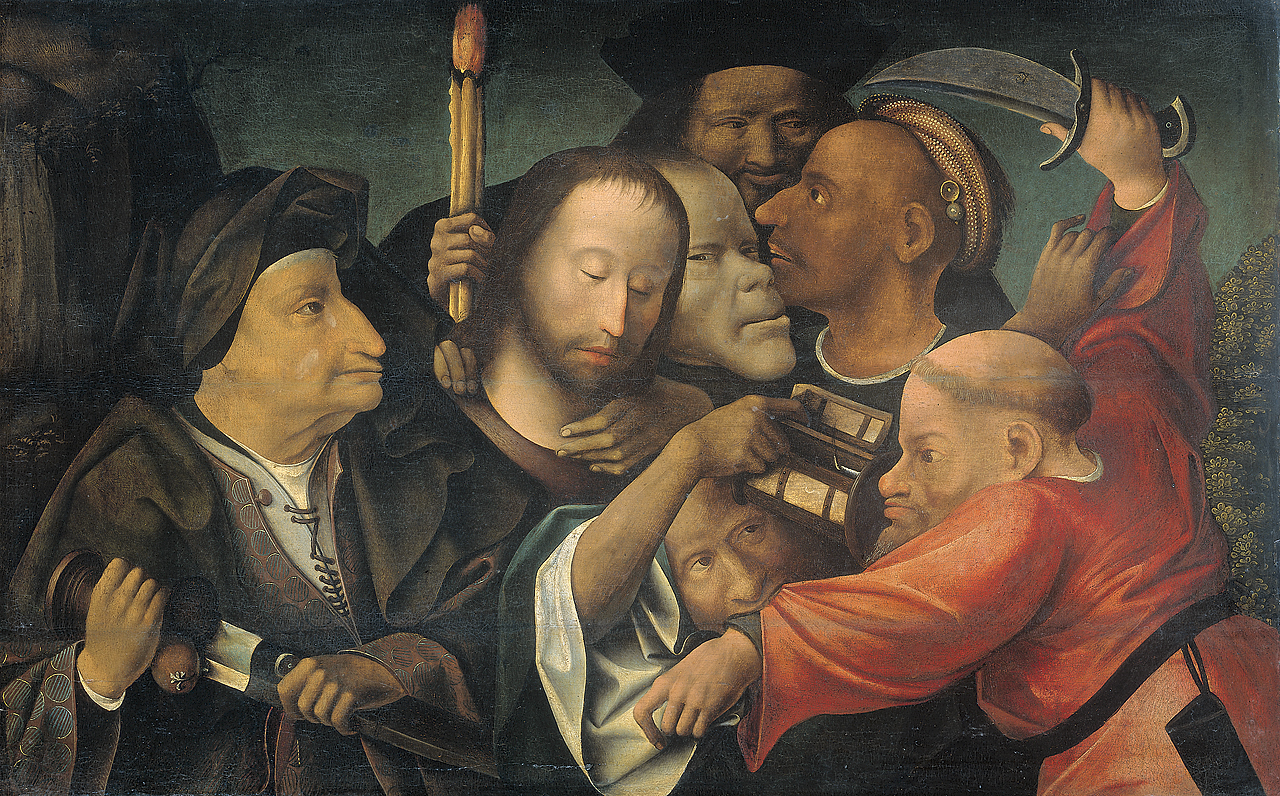
Navolger van Jheronimus Bosch. De gevangenneming van Christus. Ca. 1530-1540.
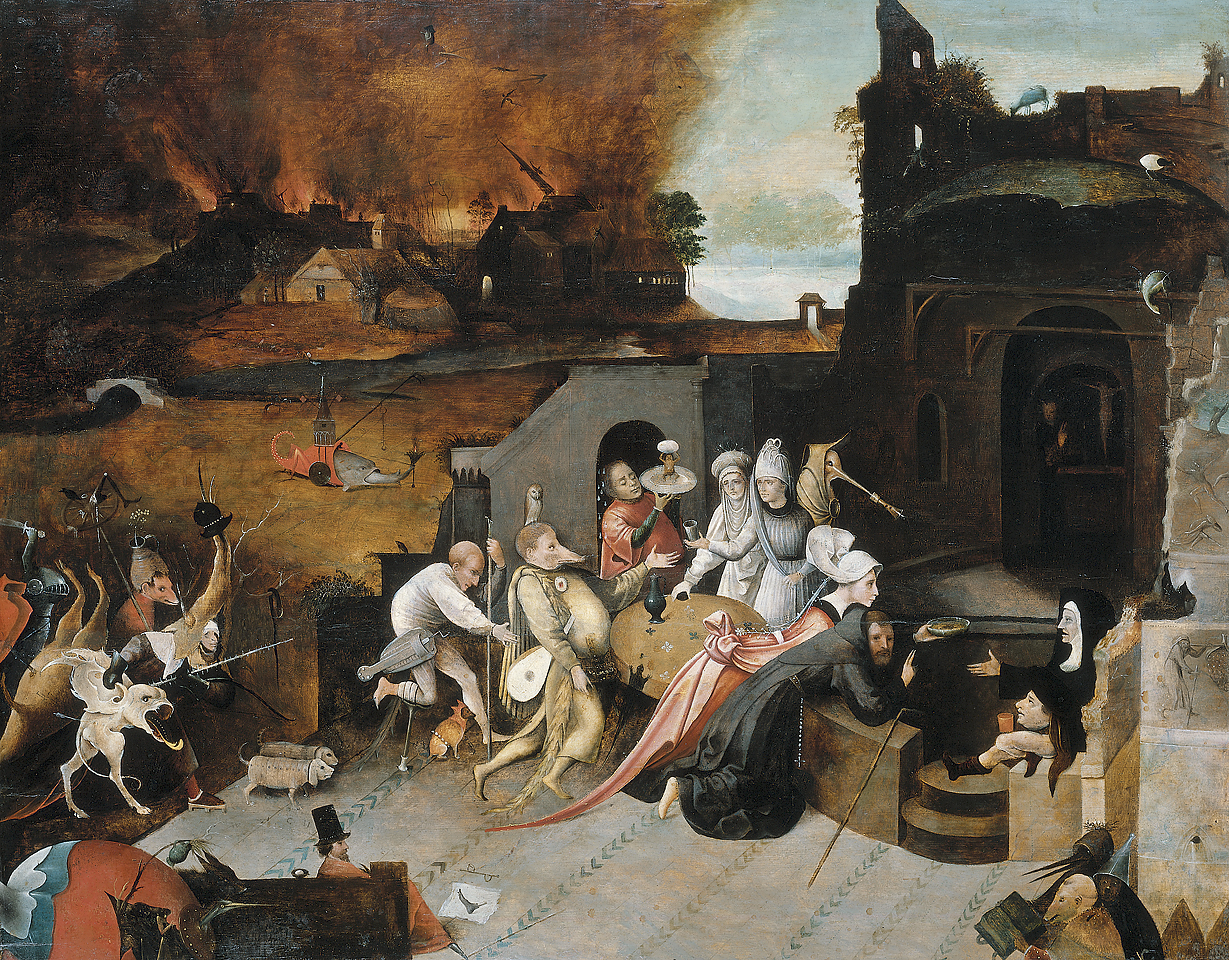
Naar Jheronimus Bosch. De verzoeking van de heilige Antonius. Ca. 1530-1600.

## Vincent van Gogh
Het Noordbrabants Museum herbergt als enige museumlocatie in Zuid-Nederland originele werken van Vincent van Gogh (1853-1890). Zij vertellen in de presentatie Van Gogh in Brabant het verhaal van de Brabantse oorsprong van de kunstenaar en zijn grote fascinatie voor het boerenleven. Na de aankoop in 2020 van het werk Kop van een vrouw heeft het museum 13 werken van de schilder in beheer.